# لوجنده
لوجنده، روستایی است از توابع بخش یانه‌سر شهرستان بهشهر در استان مازندران ایران.

## جمعیت
این روستا در دهستان عشرستاق قرار دارد و براساس سرشماری مرکز آمار ایران در سال ۱۳۸۵، جمعیت آن ۳۱۳ نفر (۷۱خانوار) بوده‌است. مردم لوجنده از قومیت طبری هستند. مردم لوجنده به زبان طبری (مازندرانی) سخن می‌گویند.